# Кореновск
Корено́вск — город на юге России, в Краснодарском крае. Административный центр Кореновского района и Кореновского городского поселения.
Основан как станица Кореновская в 1794 году (город — с 1961 года). Население — 44 277 (2025).

## География
Географическое положение
Кореновск расположен на равнинной части Кубано-Приазовской низменности, на берегах реки Бейсужёк Левый (приток реки Бейсуг). Город находится в 60 км северо-восточнее Краснодара, на федеральной автомагистрали М4 и железнодорожной линии Северо-Кавказской железной дороги и является географическим центром Краснодарского края. Большая часть Кореновска расположена на левом берегу реки и западу от железнодорожной магистрали.
Гидрография
В городе протекает река Бейсужек Левый (приток Бейсуга).
Климат
| Показатель                                    | Янв. | Фев. | Март | Апр. | Май  | Июнь | Июль | Авг. | Сен. | Окт. | Нояб. | Дек. | Год  |
| --------------------------------------------- | ---- | ---- | ---- | ---- | ---- | ---- | ---- | ---- | ---- | ---- | ----- | ---- | ---- |
| Средний суточный максимум, °C                 | 3,3  | 3,8  | 8,8  | 16,8 | 22,5 | 26,1 | 29,4 | 28,3 | 23,2 | 16,9 | 9,4   | 3,9  | 16,1 |
| Средняя температура, °C                       | 0,7  | 0,7  | 5,1  | 12,1 | 17,5 | 21,4 | 24,8 | 24,1 | 19,1 | 13,0 | 6,0   | 1,5  | 12,2 |
| Средний суточный минимум, °C                  | −1,9 | −2,5 | 1,3  | 7,2  | 12,1 | 16,4 | 19,8 | 19,3 | 14,6 | 9,0  | 3,0   | −1,2 | 8,3  |
| Норма осадков, мм                             | 90   | 77   | 67   | 67   | 69   | 86   | 63   | 62   | 61   | 69   | 83    | 101  | 893  |
| Источник: Метеостатистика Краснодарского края |      |      |      |      |      |      |      |      |      |      |       |      |      |

## Административно-территориальное устройство
Официальные символы города

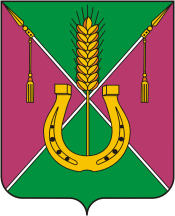
Герб Кореновска

Герб Кореновска официально утверждён решением Совета муниципального образования Кореновска в апреле 2007 года и внесён в Государственный геральдический регистр Российской Федерации с присвоением регистрационного номера 3911. Его поверхность разделена на четыре сектора двумя скрещивающимися копьями, образующими андреевский крест. Верхний и нижний секторы — зелёные; боковые — пурпурные. Древки копий — серебряные, наконечники — золотые со свисающими золотыми кистями. В центре располагается золотая подкова и золотой пшеничный колос.

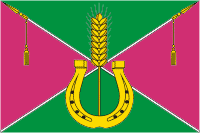
Флаг Кореновска

Золотая подкова и серебряные копья отражают ратные заслуги казаков при освоении кубанской земли. Пурпур символизирует цветущую землю, верность, скромность, набожность. Зелёное поле символизирует вечность бытия, здоровье, жизненный рост, окружающую природу. Золотой колос показывает один из основных видов деятельности — выращивание зерновых.
Флаг Кореновска официально утверждён решением Совета муниципального образования Кореновска вместе с гербом и внесён в Государственный геральдический регистр Российской Федерации с присвоением регистрационного номера 3912. Флаг представляет собой прямоугольное пурпурно-зелёное полотнище с отношением ширины к длине 2:3, воспроизводящее композицию герба.
Идея герба и флага принадлежит Н. Ищенко. Обоснование символики предложено М. Шаруновым и В. Нагаевским.

## История
- 1794 — возникло селение черноморских казаков Кореневский (Коренивский) курень. Название было перенесено с одноимённого куреня Сечи, который был назван по селу Коренивка Овручского района Житомирской области.
- С середины XIX века — станица Кореновская Черноморского, а затем, после объединения, Кубанского казачьего войска.
- 1961 — станица получила статус города и имя Кореновск.

Город Кореновск, бывшая станица Кореновская, бывший Кореновский курень — один из 58 запорожских куреней, основанных казаками, прибывшими на Кубань в 1792—1795 годах из Приднестровья в составе Черноморского казачьего войска.
В первые полтора года сюда переселились 572 человека, среди них — 234 «служащих от бывшего Запорожья». Но история Кореновска началась гораздо раньше и далеко от кубанских земель.
На территории нынешней Курской области есть посёлок Кореново (железнодорожный узел на линии Киев-Воронеж). В 70-х годах XVII века из тогдашнего села Кореново ушла в Запорожье группа крестьян. К ней присоединились пришельцы из других сёл и деревень. В Запорожской Сечи они основали Кореновский курень. В целях охраны южных границ со стороны Кавказа 30 июля 1792 года Екатерина II подписала указ о переселении черноморских казаков на Кубань.
Кореновскому куреню досталось место на берегу реки Левый Бейсужек. Здесь кореновцы и заложили в 1794 году своё новое поселение. В начале XIX века на кореновских землях стояли 28 хуторов. Атаманы просили царское правительство перечислить на Кубань ещё людей, и оно организовало переселение крестьян с Украины: из Черниговской и Полтавской губернии.
К моменту первого пополнения малороссийскими переселенцами (1809—1811 годы) в Кореновском курене насчитывалось 274 семьи. Теперь к ним переселились ещё 67 новых семей.
Первая деревянная церковь во имя св. Саввы с приделом во имя Николая Чудотворца была построена в 1833 году. При ней действовали мужская церковно-приходская школа, находившаяся в отдельном здании, и женская, располагавшаяся в церковной сторожке.
По сведениям 1882 года в станице Кореновская проживало 4402 человека (2182 мужского пола и 2220 — женского), насчитывалось 607 дворовых хозяйств. Народность жителей — малороссы.
В 1888 году через Кореновскую прошла железнодорожная линия, появилась станция Станичная. Этот был период преобразования инфраструктуры и архитектуры города. Сохранились многие здания конца 19-го, начала 20-го веков. До сих пор остаются живые свидетели истории города: 200-летний дуб по улице Красной в форме рогатки и огромный ясень на улице Ленина, близ жд-вокзала.
Это сыграло огромную роль в развитии станицы, резко увеличился приток населения: если в 1867 году в Кореновской проживало 3825 человек, то в 1897 году стало 10104, а в 1909 году — 18079.
Станица Кореновская стала преображаться, увеличилась площадь вспаханных земель, купец Макар Баранов построил паровую мельницу, предприниматель Константин Искренников — маслобойный завод, а Варнавский — кондитерскую.
После октября 1917 года и окончания в 1920 году гражданской войны жители Кореновской снова приступили к мирному труду. В 1930-е годы был организован колхоз «Большевик», построены гидроэлектростанция, один из крупнейших тогда в России сахарный завод (первый советский сахарный завод), больница, школы.
Война с Германией прервала созидательный труд кореновцев. За полгода оккупации станице был нанесён ущерб в 71 миллион 800 тысяч рублей. По свидетельствам современников, оккупационные войска частично состояли из граждан стран-сателлитов Германии: венгров, румын, болгар, словаков. В период оккупации немцы вели себя на территории станицы Кореновской довольно лояльно к местному населению. Однако активно действовали отряды полицаев местных коллаборационистов. Особенно активным преследованиям с их стороны подвергались члены ВКП(б) и их семьи. Многих о готовящихся зверствах полицаев предупреждали сами немцы, что спасло много жизней мирных жителей.
После войны и восстановления разрушенного хозяйства станица Кореновская стала быстро менять свой облик: построен комбинат бытового обслуживания, кинотеатр, стали появляться многоэтажные кирпичные дома.
21 июля 1961 года Указом Президиума Верховного Совета РСФСР станица Кореновская была преобразована в город Кореновск.

### Посещение Кореновска Президентом Российской Федерации
1 сентября 2008 года Кореновск посетил президент РФ Д. Медведев. Выбор города объяснялся тем, что в Кореновске с 1955 по 1958 г. жил и работал дед президента — Афанасий Медведев (строил одну из школ города).
По сообщениям некоторых СМИ, посещение Медведевым школы № 18 прошло в духе «потёмкинских деревень». Из-за ветхости здания и недостаточного количества учеников школу № 18 хотели закрыть, но затем сделали филиалом другой школы. Однако к приезду президента для создания иллюзии процветания в школу № 18 было свезено техническое оборудование, учебники, книги для школьной библиотеки из районных школ № 17, 1, 19, из станицы Платнировской, Северского и Новокубанского районов и даже из Москвы. После визита оборудование было отправлено обратно.
Первый урок в 1-м классе, который посещал президент, вела не школьная учительница, а заведующая кафедрой начального образования Краснодарского краевого института дополнительного профессионального педагогического образования Е. Н. Ерёменко.
5-й и 9-й классы, которые также посещал президент, были сформированы из лучших учеников разных школ района, ученикам на время встречи выдали ноутбуки, в классах установили интерактивные доски, которые после встречи тоже увезли.
Кроме того, во время посещения Кореновска Дмитрием Медведевым ему было продемонстрировано здание «спортивного комплекса», в котором накануне закончился косметический ремонт. Перед визитом президента в здание «спортивного комплекса» были доставлены лучшие спортсмены со всего края и соседней республики Адыгеи. Во время прохода Медведева эти мастера спорта начали одновременно демонстрировать показательные выступления. На этот момент в здании находилось более 420 человек. Медведеву объяснили, что это обычная тренировка молодёжи Кореновска, и что это ещё не все, так как зал способен вместить до 500 человек одновременно. Впоследствии спортивный комплекс и вовсе закрыли из-за нарушения санитарных условий.
Официальных комментариев деятельности районных властей и какой-либо критики со стороны руководства не последовало.

## Население
| 1939    | 1959    | 1967    | 1970    | 1979    | 1989    | 1992    | 1996    | 1998    | 2000    | 2001    | 2002    |
| ------- | ------- | ------- | ------- | ------- | ------- | ------- | ------- | ------- | ------- | ------- | ------- |
| 13 284  | ↗18 242 | ↗24 000 | ↗26 323 | ↗34 967 | ↗35 768 | ↗36 800 | ↗40 200 | ↗41 000 | ↗41 300 | ↗41 400 | ↘40 844 |
| 2005    | 2006    | 2007    | 2008    | 2009    | 2010    | 2011    | 2012    | 2013    | 2014    | 2015    | 2016    |
| ↗41 000 | ↗41 100 | ↗41 300 | ↗41 600 | ↗41 742 | ↘41 166 | ↗41 200 | ↘41 004 | ↗41 043 | ↗41 330 | ↗41 828 | ↗41 876 |
| 2017    | 2018    | 2019    | 2020    | 2021    | 2023    | 2025    |         |         |         |         |         |
| ↘41 823 | ↗42 019 | ↗42 174 | ↗42 418 | ↘41 826 | ↘41 391 | ↘40 944 |         |         |         |         |         |

На 1 января 2024 года по численности населения город находился на 365-м месте из 1119 городов Российской Федерации.
Национальный состав
По данным Всероссийской переписи населения 2010 года:
| Народ                     | Численность, чел. | Доля от всего населения, % |
| ------------------------- | ----------------- | -------------------------- |
| русские                   | 37 659            | 91,48 %                    |
| армяне                    | 1 245             | 3,02 %                     |
| украинцы                  | 764               | 1,86 %                     |
| другие                    | 979               | 2,38 %                     |
| не указана национальность | 519               | 1,26 %                     |
| Всего                     | 41 166            | 100,0 %                    |

По итогам переписи населения 2020 года проживали следующие национальности (национальности менее 0,1 % и другое см. в сноске к строке «Другие»):
| Национальность | Численность, чел. | Доля     |
| -------------- | ----------------- | -------- |
| Русские        | 38 706            | 92,54 %  |
| Армяне         | 880               | 2,10 %   |
| Украинцы       | 200               | 0,48 %   |
| Татары         | 91                | 0,22 %   |
| Азербайджанцы  | 70                | 0,17 %   |
| Корейцы        | 47                | 0,11 %   |
| Белорусы       | 46                | 0,11 %   |
| Другие         | 1786              | 4,27 %   |
| Итого          | 41 826            | 100,00 % |

## Известные уроженцы
Маршал Александр Витальевич (1957) — советский и российский рок-музыкант, бас-гитарист, вокалист, автор песен. Заслуженный артист РФ

## Экономика

### Промышленность
В городе развита пищевая промышленность:
- молочно-консервный комбинат (выпускает продукцию под маркой «Коровка из Кореновки»).
- заводы: сахарный, пивоваренный.
- птицефабрика.
- элеватор.
- мясомолочный комбинат «Агро-Комплекс»

### Сельское хозяйство
В районе развито производство зерновых культур, овощей. Скотоводство, птицеводство.

### Строительство
В настоящий момент открыты:
- Бассейны в школе № 18 и № 20, а также построен новый плавательный бассейн.
- Торговый центр «Кореновский», торговый центр «Квартал».
- Ледовый дворец, спортивная школа.
- Открыт новый перинатальный центр.
- Построен новый детский сад для нового военного городка на бул. А. Медведева.
- Построено новое здание школы № 19 имени героя России С. А. Наточего.
- Реконструировано[39] здание МАНОУ СОШ № 1 им. И. Д. Бувальцева.

## Транспорт
Узел автомобильных дорог. Железнодорожная станция Кореновск находится на линии «Тихорецкая—Краснодар I» Северо-Кавказской железной дороги.
Город пересекается федеральной трассой М4-Дон, также действует городской транспорт.
| Номер | Маршрут                                                                |
| ----- | ---------------------------------------------------------------------- |
| 1     | Автостанция — Киевская улица — Автостанция                             |
| 1А    | Автостанция — Школа № 2 — Киевская улица — Автостанция                 |
| 2     | Автостанция — Вокзал — Автостанция                                     |
| 3     | РегионДорСтрой — Кореновский политехнический техникум — РегионДорСтрой |
| 4     | Вокзал — ДЭУ — Вокзал                                                  |
| 5     | Автостанция — Кореновский политехнический техникум — Автостанция       |
| 6     | Автостанция — Центр Бубновского — Автостанция                          |
| 7     | Автостанция — ДЭУ — Автостанция                                        |

## СМИ Кореновска
Телевидение в городе и районе транслировали с 19 августа 1991 до 31 декабря 2019 года. Трансляция происходит с вышки РТС, улица Садовая, 168 (мачта около 80-85 м). Также принимались каналы из Тбилисской (Первый Канал, Россия 1 / ГТРК Кубань и Кубань 24), Краснодара (некоторые каналы) и Каневской (Первый Канал, Россия 1 / ГТРК Кубань, ТВК и Кубань 24).
Радио
Радио появилось в Кореновске ещё в ноябре 2004 года, когда в Кореновске зазвучала радиостанция «Шансон». В 2006 году появилась первая радиостанция «Шансон-24», которая существовала до декабря 2011 года. 11 мая 2009 года в Кореновске зазвучала радиостанция «Кореновск FM». С 1 июня 2014 года работает третья радиостанция города «Радио Подсолнух»
Газеты
«Кореновские Вести», 8 марта 1930 года вышел первый номер районной газеты «Коллективист». Через семь лет она была переименована в «Социалистическую Кубань», а с 1963 г. — в «Свет коммунизма». Название «Кореновские вести» газета получила 1 января 1991 г.
- «Максимум-Кореновск» в настоящее время не выходит.

## Телевидение и Газета
- Газета «Кореновские вести»[40]

- «Подсолнух-Медиа»[41]

Кореновское Телевидение прекратило вещание с конца сентября 2017 года.

## Радиостанции
| Частота, МГц | Название                                          | RDS | Мощность кВт | Формат        | Телецентр           | Вещатель                                     | Дата начала вещания  | Время |
| ------------ | ------------------------------------------------- | --- | ------------ | ------------- | ------------------- | -------------------------------------------- | -------------------- | ----- |
| 87,7         | Кореновск FM                                      | Нет | 0,01         | Hot AC/ AC    | Кореновск *Красная* | ООО «Макс-Медиа»                             | 11.05.2009           | 0-24  |
| 88,1         | Русское радио                                     | Нет | 0,1          | Rus CHR/ АС   | Кореновск *Садовая* | ООО «Форум»                                  | 15.09.2010           | 0-24  |
| 88,5         | Европа Плюс                                       | Нет | 0,1          | Hot AC/ CHR   | Кореновск *Садовая* | ООО «Форум»                                  | 08.2013              | 0-24  |
| 89,5         | Радио Дача                                        | Да  | 0,03         | Hot AC/ AC    | Кореновск *Садовая* | ООО «Авторадио Регион»                       | 06.12.2016           | 0-24  |
| 90,4         | Радио ENERGY                                      | Да  | 0,01         | Hot AC/ CHR   | Кореновск *Садовая* | ООО «Степс»                                  | 06.10/06.12.2016     | 0-24  |
| 90,8         | Дорожное Радио                                    | Да  | 0,01         | Hot AC/ AC    | Кореновск *Чапаева* | ООО «НЭФ-Медиа»                              | 01.09.2017           | 0-24  |
| 92,8         | Ретро FM                                          | Да  | 0,01         | Retro         | Кореновск *Садовая* | ООО «НЭФ-Медиа»                              | 27.06.2024           | 0-24  |
| 102,9        | Радио Подсолнух                                   | Нет | 0,01         | Hot AC/ AC    | Кореновск *Садовая* | ООО «Кореновск-ТВ»                           | 01.06.2014           | 0-24  |
| 103,8        | Новое Радио / Новое Радио-Краснодар (13:00-14:00) | Да  | 0,015        | Rus CHR/ АС   | Кореновск *Чапаева* | ООО «НЭФ-Медиа» / ООО «Компания Новое Радио» | 23.07/01.08.2018     | 0-24  |
| 104,9        | Хит FM                                            | Да  | 0,1          | Hot AC/ AC    | Кореновск *Чапаева* | ООО «НЭФ-Медиа»                              | 19.10.2014           | 0-24  |
| 105,4        | Comedy Radio                                      | Нет | 0,01         | CHR/ Humor    | Кореновск *Садовая* | ООО «Степс»                                  | -                    | 0-24  |
| 106,4        | Авторадио                                         | Да  | 0,1          | Hot АС/ Disco | Кореновск *Садовая* | ООО «Авторадио Регион»                       | 2011/2014/06.12.2016 | 0-24  |
| 107,5        | Love Radio                                        | Нет | 0,01         | Hot AC/ AC    | Кореновск *Красная* | ООО «Макс-Медиа»                             | 01.08.2024           | 0-24  |

Радиоприемы:
| Частота, МГц | Название                   | RDS | Мощность кВт | Формат      | Телецентр          | Вещатель                                        | Дата начала вещания | Время |
| ------------ | -------------------------- | --- | ------------ | ----------- | ------------------ | ----------------------------------------------- | ------------------- | ----- |
| 94,5         | Радио России / ГТРК Кубань | Нет | 1            | News / Talk | Октябрьский *РТПС* | ФГУП «ВГТРК» лиц 20519                          | 01.08.2021          | 5-1   |
| 95,5         | Радио России / ГТРК Кубань | Нет | 2            | News / Talk | Каневская *РТПС*   | ФГУП «ВГТРК» лиц 20519                          | 01.06.2021          | 5-1   |
| 99,0         | Европа Плюс                | Нет | 0,03         | Hot AC / AC | Журавская *РТС*    | ООО «НЭФ-Медиа» лиц 25832, 30492                | 2017                | 0-24  |
| 99,5         | Ретро FM                   | Нет | 0,03         | CHR/ Dance  | Журавская *РТС*    | ООО «НЭФ-Медиа» лиц 23363                       | 16.08.2023          | 0-24  |
| 100,1        | Русское Радио              | Нет | 0,03         | Hot AC / AC | Журавская *РТС*    | ООО «НЭФ-Медиа» лиц 28014                       | 2017                | 0-24  |
| 103,3        | Первое Радио               | Да  | 4            | Hot AC/ AC  | Октябрьский *РТПС* | ГУП КК ТРК «Новое Телевидение Кубани» лиц 24392 | 2001                | 0-24  |
| 105,8        | Казак FM                   | Да  | 4            | CHR/ Dance  | Октябрьский *РТПС* | ООО «Радио Рокс-Регион» лиц 22529               | 19.12.2011          | 0-24  |

На 94,5, 103,3 и 105,8 принимаются из Тбилисской, 99,0, 99.5 и 100,1 из ст. Выселки
Некоторые радиостанции принимают из Краснодара
Бывшие радиостанции в Кореновске
| Частота, МГц | Название     | RDS | Мощность кВт | Формат     | Телецентр               | Вещатель                                                                 | Дата начала вещания | Дата конца вещания | Время |
| ------------ | ------------ | --- | ------------ | ---------- | ----------------------- | ------------------------------------------------------------------------ | ------------------- | ------------------ | ----- |
| 88,5         | Радио 107    | Нет | 0,1          | Hot AC/ AC | Кореновск *Садовая*     | ООО «Форум»                                                              | 19.07.2012          | 08.2013            | 0-24  |
| 100,3        | Шансон-24    | Нет | 0,01         | Hot AC/ AC | Кореновск *Тимашевская* | ООО «Русский шансон» (источник где?)                                     | 09.01.2006          | 26.12.2011         | 0-24  |
| 103,8        | Радио Шансон | Нет | 0,01         | Hot AC/ AC | Кореновск *Чапаева*     | ООО «Русский шансон» (с 2004 по 2012 год), ООО «НЭФ-Медиа» (с 2015 года) | 11.2004/04.2015     | 05.2012/01.08.2018 | 0-24  |
| 107,5        | DFM          | Нет | 0,01         | Hot AC/ AC | Кореновск *Красная*     | ООО «Макс-Медиа»                                                         | 2010                | 10.2015            | 0-24  |

## Военные объекты
Близ Кореновска находится военный аэродром, на котором дислоцируется 55-й отдельный вертолётный полк (бывшая 393-я вертолётная база). В 2013 году началась реконструкция аэродрома (её стоимость составит около 6 миллиардов рублей), в ходе которой будут построены стоянки для вертолётов Ми-28, рулёжные дорожки, новая бетонная взлётно-посадочная полоса длиной 2500 метров и шириной 42 метра; приёмка обновлённого аэродрома в эксплуатацию запланирована на 1 декабря 2014 года.
На 7 мая 2021 года реставрация вертолётного аэдрома в городе Кореновск, завершена.
В черте города находится топографическая часть. В Кореновске организован первый в российской армии центр геопространственной информации и навигации.

## В культуре
В романе Тихий Дон, Григорий Мелехов во время эвакуации в начале 1920 года в станице Кореновской заболевает тифом.
До сих пор сохранились живые свидетели истории города: 200-летний дуб по улице Красной в форме рогатки и огромный ясень на улице Ленина, близ жд-вокзала (1880-е годы).